# Set (Bibbia)

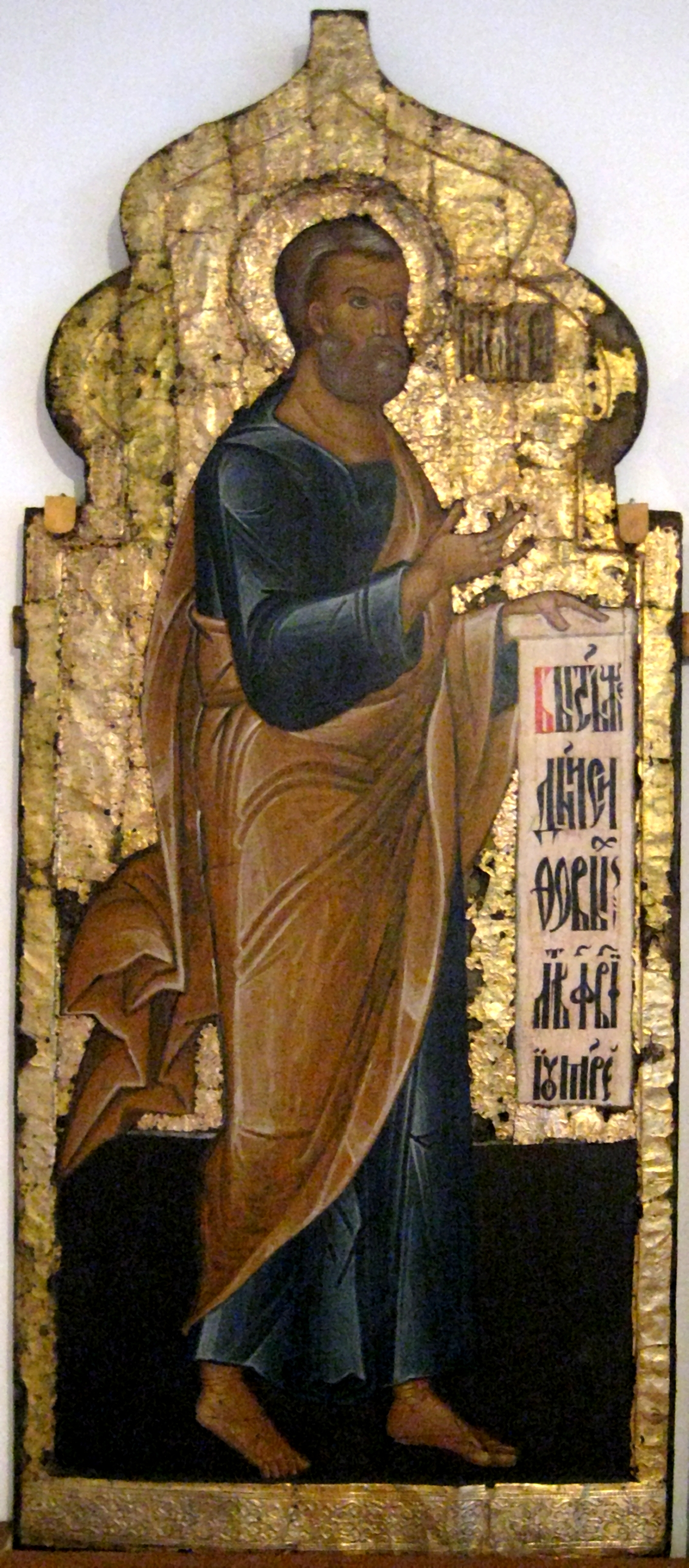
Set

Set (in ebraico biblico שֵׁתֿ; in ebraico moderno Šet; in ebraico tiberiense Šēṯ; in arabo شيث‎? Shith o Shiyth o Sheeth) secondo il giudaismo, il cristianesimo e l'islam fu il terzo figlio di Adamo ed Eva e fratello di Caino e Abele, i loro soli altri figli citati per nome dalla Bibbia. Secondo la Genesi Set nacque dopo l'uccisione di Abele, ed Eva credette che Dio lo avesse designato come sostituto di Abele.

## Genesi
Secondo la Genesi, Set nacque quando Adamo aveva 130 anni: «un figlio a sua immagine e somiglianza». La genealogia viene ripetuta in Cronache 1:1–3. La Genesi in 5:4–5 afferma che Adamo prima della sua morte, sopraggiunta a 930 anni, generò «figli e figlie».
Sempre secondo la Bibbia Set visse fino all'età di 912 anni.

## Tradizione ebraica
Rashi (Rabbi Shlomo Yitzhaqi) parla di Set come del progenitore di Noè e quindi del padre di tutta l'umanità in quanto tutti gli altri uomini perirono nel diluvio universale.
Nella tradizione gnostica Set è visto come il sostituto che Dio diede per Abele, che era stato ucciso da Caino. Si dice che verso la fine della sua vita Adamo abbia rivelato a Set i saperi segreti che in seguito sarebbero diventati la Kabbalah. Lo Zohar parla di Set come del "progenitore di tutte le generazioni di tzaddikim".
Secondo la Seder Olam Rabbah, basata sui calcoli ebraici Set nacque nell'Anno Mundi 130 e morì nel 1042. L'Haggadah riferisce che ebbe 33 figli e 23 figlie.
Set nacque già circonciso ed ereditò gli indumenti che Dio aveva predisposto per Adamo. Secondo la Genesi Set e suo figlio Enos furono gli ultimi esseri umani fatti a sola immagine di Dio.

## Cristianesimo
Il Libro dei Giubilei, risalente al II secolo è considerato come non canonico tranne che dalla Chiesa Copta fissa la nascita di Set nel 130 AM. Secondo tale testo nel 231 AM Set sposò la sorella Azura, di quattro anni più giovane. Nel 235 AM Azura diede alla luce Enos.
Set viene commemorato come uno dei Padri Progenitori nel Calendario dei santi della Chiesa apostolica armena, insieme ad Adamo, Abele e altri, il 26 luglio. Viene anche inserito nella genealogia di Gesù, in accordo a quanto scritto nel Vangelo secondo Luca.
I Sethiani furono una setta cristiana gnostica che potrebbe essere stata fondata prima dell'avvento del Cristianesimo. La loro influenza si fece sentire in tutta l'area mediterranea, soprattutto nelle evoluzioni successive dei Basilidiani e dei Valentiniani. Il loro pensiero, anche se fondamentalmente radicato nel Giudaismo, fu fortemente influenzato dal Platonismo. I Sethiani erano così chiamati per la loro particolare venerazione di Set, ritratto nei loro miti della creazione come un'incarnazione divina; di conseguenza i suoi discendenti non potevano che essere persone di un livello superiore nella società umana.

## Tradizione islamica
La tradizione islamica venera Set come il terzo figlio di Adamo ed Eva. Lo considera un figlio virtuoso e lo vede come il dono concesso ad Adamo dopo la morte di Abele. Nonostante Set non sia menzionato nel Corano, la tradizione musulmana lo considera un profeta come suo padre, nonché colui che ha continuato ad insegnare all'umanità le leggi di Dio dopo la morte di Adamo. La tradizione islamica assegna a Set una posizione di rilievo tra i Patriarchi antidiluviani discendenti di Adamo e alcune fonti sostengono anche che abbia ricevuto un testo sacro.
La letteratura islamica sostiene che Set nacque dopo che Adamo aveva superato i 100 anni di vita e che, quando questi morì, lo aveva già designato come suo successore alla guida del suo popolo. L'Islam sostiene che a Set fosse stata concessa la saggezza in molti aspetti della vita, tra cui la conoscenza del tempo, una visione profetica del futuro Diluvio universale e l'ispirazione sul modo corretto di pregare durante la notte. L'Islam, come il Giudaismo e il Cristianesimo, fa risalire la genealogia dell'umanità fino a Set, dal momento che Abele non lasciò eredi mentre quelli di Caino, secondo la tradizione, furono sterminati dal Diluvio. Nella tradizione musulmana vengono fatte risalire a Set anche molte delle tradizionali forme di artigianato e manifattura. Set ricopre un ruolo anche nella forma di misticismo islamico noto come sufismo e Ibn Arabi nel suo Fuṣūṣ al-ḥikam incluse un capitolo dedicato a Set.
Alcuni musulmani credono che la tomba di Set si trovi nel villaggio libanese di Al-Nabi Shiyth (che significa letteralmente Il Profeta Set) dove c'è una moschea a lui dedicata. Un'altra tradizione, citata da geografi arabi dal XII secolo in poi, situa la sua tomba nel villaggio palestinese di Bashsheet, a sud-ovest di Ramla.

## La versione di Flavio Giuseppe
Ne le Antichità giudaiche, Flavio Giuseppe parla di Set come di un uomo virtuoso e narra che i suoi discendenti iniziarono la conoscenza dei corpi celesti e costruirono le "colonne dei figli di Set", due colonne su cui erano state poste iscrizioni riportanti scoperte scientifiche ed invenzioni, soprattutto riguardanti l'astronomia. Sarebbero state erette dai discendenti di Set, pensando alla predizione di Adamo che il mondo sarebbe stato distrutto due volte una dal fuoco e un'altra dalle acque, per proteggere le loro scoperte ed essere ricordati dopo la distruzione. Una delle colonne era fatta di mattoni mentre l'altra di pietra in modo che se quella di mattoni fosse stata distrutta, quella di pietra sarebbe invece rimasta. Flavio Giuseppe scrive che la colonna di pietra sarebbe rimasta in piedi sino ai suoi giorni nella Terra di Siriad.
William Whiston, un traduttore delle Antichità del XVII secolo, in una nota al suo lavoro scrisse che era convinto che Flavio Giuseppe avesse scambiato Set per Sesostris, Re dell'Egitto, che aveva innalzato le colonne di Siriad (che era uno dei nomi con cui era noto il territorio in cui era adorata Sirio ovvero l'Egitto stesso). Whiston scrisse che le eventuali colonne di Seth non avrebbero avuto alcun modo di sopravvivere al Diluvio perché questo avrebbe sommerso con i sedimenti e i detriti qualsiasi costruzione.